# Pouria Amirshahi
Pouria Amirshahi, né le 27 mars 1972 à Shemiran, en Iran, est un homme politique français d'origine iranienne.
Pendant ses études, il a été président de l'Unef-ID de 1994 à 1998. Il a ensuite été tour à tour cadre territorial dans l'action sociale et médico-sociale, dirigeant d'ONG de développement durable, acteur culturel dans la bande dessinée, journaliste et directeur de presse. Il siège comme député de 2012 à 2017, représentant la neuvième circonscription des Français établis hors de France, et depuis 2024 comme député de Paris.

## Biographie

### Jeunesse
Pouria Amirshahi est le petit-fils de l'intellectuelle et féministe Moloud Khanlari, membre du Parti communiste iranien (Tudeh) et militante pour les droits de l'homme. Sa mère, Shahrachoub, est une militante politique socialiste proche de Chapour Bakhtiar et son père, Ardavan, est architecte. En 1976, sa famille fuit l'Iran pour rejoindre Moloud Khanlari en France. Il obtient la nationalité française en 1996.

### Engagements syndicaux estudiantins
En 1986, Pouria Amirshahi intègre le lycée Buffon à Paris où il participe au mouvement contre le projet de loi Devaquet. À la rentrée suivante, la tension est à nouveau vive dans les lycées. Les lycéens de Buffon menés par Pouria Amirshahi et Boris Rubinsztejn, en liaison avec l'UNEF-ID, lancent un appel connu sous aujourd'hui sous le nom d'« Appel de Buffon », revendiquant notamment plus de moyens dans les lycées afin d’assurer un meilleur taux d’encadrement, des équipements plus modernes, etc..
En 1989, Pouria Amirshahi poursuit des études de droit à l'université Panthéon-Sorbonne, puis de politique de l'emploi. Il adhère à l’UNEF-ID dont il intègre le bureau national en 1992. Mais le syndicat d'étudiants traverse une crise. Pouria Amirshahi s'engage alors pour un recentrage de l'UNEF-ID sur les valeurs syndicales. Il est l'un des membres fondateurs de la Tendance indépendance et action (TID). Rapidement, les diverses tendances d'opposition s'unifient dans la TID. Au congrès de Paris de 1994, Pouria Amirshahi est élu président de l’UNEF-ID, mais le syndicat sort affaibli de cette lutte interne. Pour le renforcer, l’équipe qu'il dirige propose d’agir selon trois axes : il s’agit de promouvoir un travail de terrain destiné à aider les étudiants dans leur vie quotidienne, de revendiquer un statut social pour les étudiants (allocation d'étude, etc.), et, dans la continuité de l’équipe précédente, de réclamer une réforme pédagogique.
En quatre ans, la nouvelle direction ressoude l’organisation. En s’appuyant sur le mouvement de 1995, ils obtiennent une réforme des études qui supprime l'« admissibilité/admission », généralise la compensation et facilite le passage conditionnel. Dès 1996, l’UNEF-ID redevient la première organisation étudiante représentative. Lors du congrès de l'UNEF-ID tenu à Montpellier en 1997, Pouria Amirshahi et son équipe sont reconduits avec 79 % des suffrages.
La question sociale est de plus en plus présente dans les revendications estudiantines : à l’amélioration des bourses et à la création d’un statut social étudiant s’ajoute de plus en plus la préoccupation de l’emploi et de la retraite. En référence à ce que Laurent Joffrin a appelé, en 1986, la « génération morale », Pouria Amirshahi veut incarner l’émergence d’une « génération sociale ». Cette nouvelle donne conduit à un rapprochement de l’UNEF-ID avec les syndicats ouvriers et notamment la CGT de Louis Viannet.
Opposé à la division syndicale, Pouria Amirshahi tente dès 1995 un rapprochement avec l'UNEF-SE et propose la construction d’une « maison commune ». Il faut attendre la crise de la MNEF, en 1999, pour que les deux organisations se rapprochent effectivement. En 1998, Pouria Amirshahi cède sa place de président de l'UNEF-ID à Carine Seiler. Il se donne alors pour mission de sauver la MNEF (Mutuelle nationale des étudiants de France). Il prend la tête d’une liste commune aux deux UNEF, un premier pas vers la réunification, et remporte les élections. Il est élu président de la MNEF. Toutefois, la nouvelle équipe n'a pas le temps de mener son plan de redressement à terme. Six mois plus tard, la MNEF est mise sous tutelle par la Commission de contrôle des mutuelles et des institutions de prévoyance puis dissoute. Une nouvelle mutuelle nationale est créée, La Mutuelle des étudiants (LMDE) en conservant le principe d'une administration et d'un contrôle par les étudiants eux-mêmes.

### Parcours professionnel
En 2000, Pouria Amirshahi commence sa carrière professionnelle comme cadre de la Fédération des mutuelles de France (FMF), en charge en particulier de la protection sociale des jeunes adultes (18/25 ans) et de paniers de soins adaptés à cette tranche d'âge non bénéficiaire du RMI et également de l'activité internationale de la FMF. À ce titre, il en est le représentant au sein de l'Association internationale de la sécurité sociale et de l'Association internationale de la Mutualité. Il siège également au sein du Haut Conseil de la coopération internationale. Il continue de défendre l’idée d’un statut social de la jeunesse, reprise par plusieurs acteurs sociaux.
En 2004, il devient directeur de l'association 4D (Dossiers et débats pour le développement durable), présidée par Michel Mousel. Ils inscrivent alors l'association dans les réseaux de solidarité internationale (CRID, Coordination SUD, etc.) et la représentent au Forum social mondial de Porto Alegre en 2005.
En 2006, il est nommé responsable de la circonscription d'action sociale de la Charente limousine. Directeur de trois centres médico-sociaux (Chasseneuil, Confolens et Chabanais), il y conduit et met en œuvre la politique sociale du Département : accompagnement social et professionnel des personnes, protection de l'enfance, protection maternelle et infantile.
Passionné de bandes dessinées, il rejoint en 2009 la Cité internationale de la bande dessinée et de l'image, basée à Angoulême. Il accompagne son directeur, Gilles Ciment, recruté un an plus tôt pour diriger le nouvel Établissement public de coopération culturelle. Il contribue à la politique culturelle de l'établissement, coorganise l'université d'été de la bande dessinée. Il participe également à des conférences spécialisées et signe des articles dédiés comme dans le numéro spécial de la revue Dada : La bande dessinée : un 9e art. Il est alors nommé rédacteur en chef de la revue Neuvième Art dont Gilles Ciment a souhaité le basculement intégral sur support numérique. Investi candidat du Parti socialiste pour les élections législatives de juin 2012, il quitte progressivement la Cité pour se consacrer à sa campagne électorale puis, élu député, à son mandat.
Fin 2017, il devient conseiller auprès de la direction de l’hebdomadaire Politis, avant d’en prendre la direction de la rédaction d'avril 2018 à mars 2019. Il est alors élu président de Politis et devient directeur de la publication, à titre bénévole. Il y crée une nouvelle rubrique consacrée à l'histoire et y assure une activité proprement journalistique, réalisant des interviews, signant des reportages, des éditoriaux, des chroniques et des critiques. Il engage une stratégie de rapprochement de plusieurs titres de presse indépendants, dont Basta et Regards, qui se traduit notamment par le recrutement d'Agnès Rousseaux comme directrice puis ultérieurement de Pierre Jacquemain comme rédacteur en chef.
Parallèlement, en avril 2019, il rejoint le conseil départemental de la Seine-Saint-Denis comme directeur Europe-international. Il y conduit la politique de la collectivité dans deux domaines : la coopération internationale et le développement des programmes européens.
En septembre 2022, il propose deux nouveaux projets dont le président du conseil départemental Stéphane Troussel lui confie la préfiguration et la direction : le Campus francophone en Seine-Saint-Denis et Multitude, la biennale interculturelle de la Seine-Saint-Denis d'autre part.

### Engagement politique et social
À l'occasion du Mouvement étudiant et lycéen de 1986, Pouria Amirshahi noue des contacts avec des organisations et des courants de la gauche française. Il adhère au Parti socialiste en 1988 et en est membre jusqu'en 1994, date de son élection à la présidence de l'UNEF. Il participe au club « Convergences socialistes » qui regroupe Jean-Christophe Cambadélis, Benjamin Stora, Philippe Darriulat et Pap Ndiaye notamment. Il est cosignataire du Manifeste contre le Front national. Puis, il se rapproche de la Gauche socialiste, courant du Parti socialiste animé par Julien Dray et Jean-Luc Mélenchon. Au lendemain de l'élection présidentielle de 2002, il adhère de nouveau au PS. Il est convaincu que l'élimination de Lionel Jospin dès le premier tour s’explique par deux causes principales : le virage libéral engagé en 2000 par le gouvernement et la division de la gauche qui s'est ensuivie. Il participe alors à la fondation du courant Nouveau Monde d'Henri Emmanuelli et de Jean-Luc Mélenchon. Les désaccords au sein de la gauche sont de plus en plus forts et atteignent leur paroxysme en 2005, sur le débat européen. Amirshahi est l’un des porte-paroles du « non socialiste » lors du référendum sur la Constitution européenne.
Au Congrès de Reims du PS de 2008, il est membre fondateur du courant Un monde d'avance avec Benoît Hamon, Henri Emmanuelli, etc. Élu premier secrétaire de la fédération PS de la Charente, il intègre la nouvelle équipe dirigeante autour de Martine Aubry en tant que secrétaire national aux droits de l'homme, à la Francophonie et au Développement. Il participe alors activement aux mobilisations liées à l’immigration, concernant les Roms et les étrangers en situation irrégulière tout particulièrement.
Lors des élections législatives de juin 2012, Pouria Amirshahi est élu député de la neuvième circonscription des Français établis hors de France (Afrique du Nord et de l'Ouest) avec 63 % des voix. Élu d’une circonscription qui n’est pas épargnée par des turbulences géopolitiques, Pouria Amirshahi a régulièrement l’occasion de rendre compte de ses déplacements en Afrique de l’Ouest, notamment au sein du groupe travail consacré au Sahel, également créé par la commission des Affaires étrangères.
En juillet 2012, il cofonde le regroupement « la Gauche durable » avec notamment Laurence Rossignol, Philippe Martin, Barbara Romagnan et Daniel Goldberg qui entend « repenser [le] modèle de croissance, remettre l’égalité des territoires au cœur de l’action publique et créer des cadres démocratiques et participatifs nouveaux ».
Il fait partie de l'opposition de gauche à François Hollande et est l'un des fondateurs du groupe dit des « frondeurs », pour une politique plus sociale et plus régulée mais aussi pour un renforcement du pouvoir législatif face au pouvoir exécutif. Aux côtés de vingt autres députés socialistes dit « frondeurs », il vote contre la ratification du pacte budgétaire européen dit TSCG et s'abstient sur la réforme des retraites présentée par le gouvernement Ayrault.
Au lendemain des élections municipales, le 6 avril 2014, avec 86 autres parlementaires, il publie une tribune dans le Journal du dimanche appelant à un nouveau contrat de majorité, qui sera appelée à devenir l'« Appel des 100 ». Le 7 avril 2014, il appelle à ne pas voter la confiance à Manuel Valls. Onze députés font le même choix le lendemain, à l'issue du discours de politique générale du nouveau Premier ministre.
Pouria Amirshahi est à l'initiative d'une tribune parue dans Le Journal du dimanche, signée par une cinquantaine de parlementaires socialistes, frondeurs ou non, appelant le gouvernement français à soutenir le gouvernement grec d'Aléxis Tsípras. Les signataires souhaitent qu'un plan européen approuve la restructuration de la dette grecque et réoriente la politique économique et financière de l'Union européenne, qu'ils jugent trop axée sur l'austérité.
Pouria Amirshahi s'engage alors, tant au sein du parti qu'à l'Assemblée nationale en faveur d'une large régularisation des étrangers en situation irrégulière, s’opposant ainsi à la politique du ministre de l’Intérieur Manuel Valls. 
Il s'engage aussi pour une autre approche de la francophonie. Il s'oppose ainsi à l'article 2 de la loi sur l'Enseignement supérieur et la recherche - dite loi Fioraso — prévoyant une extension des exceptions à la loi Toubon afin de permettre des cours entièrement en anglais. Le 22 janvier 2014, la Commission des Affaires étrangères de l'Assemblée nationale adopte à l’unanimité le rapport d’information de Pouria Amirshahi sur la francophonie éducative, culturelle et économique intitulé « Pour une ambition francophone » qui prône une francophonie interculturelle et non franco-centrée.
En raison de ses engagements internationaux, il est élu président du conseil d'administration de l'Institut de relations internationales et stratégiques, de 2012 à 2015.
Durant son mandat parlementaire, Pouria Amirshahi est très engagé sur les questions liées aux libertés fondamentales, souvent en jeu dans les mesures de lutte contre le terrorisme, mais aussi de sécurité intérieure.
En 2015, il s'oppose à la loi renseignement. Cette dernière élargit les outils de surveillance et de fichage. Son groupe politique ne lui accordant pas de temps de parole, il s'en explique alors dans la presse.
Après les attentats du 13 novembre 2015 en France, il explique son refus de voter la loi prolongeant de trois mois l'état d'urgence « qui va au-delà des pouvoirs administratifs exceptionnels et s’appliquera sans contrôle démocratique véritable. » Il figure parmi les six députés français votant contre ce projet de loi adopté par 551 pour, 6 contre et une abstention.
Le quinquennat de François Hollande est marqué par plusieurs drames très médiatisés liés aux violences policières : la mort de Rémi Fraisse, celle d'Adama Traoré ou encore l'agression de Théodore Luhaka. Dans l'hémicycle, Amirshahi interpelle le Premier ministre Manuel Valls au lendemain de la mort d'Adama Traoré le 19 juillet 2016 et en appelle à « un débat national sur les rapports entre État, police, justice et citoyens ». Après les manifestations contre la loi El Khomri durant lesquelles les forces de l'ordre sont également mises en cause pour usage excessif et disproportionnée de la force par des collectifs militants et des journalistes, Pouria Amirshahi et Noël Mamère demandent au président de l’Assemblée nationale Claude Bartolone de saisir le Défenseur des droits et en appellent à une révision de la doctrine de maintien de l'ordre en France. 
Lors du vote sur le projet de loi relative à la sécurité publique du gouvernement Bernard Cazeneuve, à laquelle il s'oppose notamment par le dépôt d'une motion de rejet, il propose une autre approche de la sécurité fondée sur un moindre armement, une meilleure formation et un plus grand contrôle des forces de l'ordre.

En novembre 2015, il propose la création du Mouvement commun, qui se présente comme un « lobby citoyen » regroupant des communistes, des écologistes et des socialistes opposés à la politique économique de François Hollande. En désaccord avec la politique menée par le gouvernement Valls, il annonce le 4 mars 2016 dans un entretien au quotidien Le Monde son départ du Parti socialiste et du monde des partis en général :

« Je quitte le PS et le monde des partis en général, rhizomes d’un système institutionnel à bout de souffle. Ils sont devenus des machines électorales sans grande conviction, sans promesse d’avenir heureux pour le pays. »

 Il annonce également ne pas se représenter aux législatives en 2017. En 2017, il accepte de conseiller le candidat Benoît Hamon pour l'élection présidentielle comme responsable de la politique étrangère,.
Aux élections législatives de 2024, il est investi par le Nouveau Front populaire dans la cinquième circonscription de Paris pour les écologistes. Cette investiture conduit le député sortant Julien Bayou qui avait déposé sa candidature à la retirer pour ne pas aller contre l'union.
En juin 2025, malgré le soutien du gouvernement français, il est refusé à l'entrée sur le sol américain, sans que les services aux frontières invoquent de motivation. Cet incident a lieu dans le contexte de la seconde présidence de Donald Trump et qu'il devait rencontrer des personnalités locales associée au collectif La Digue qu'il venait de cofonder afin de lutter contre l'extrême-droite. Peu de temps après cette mise en lumière, il reçoit son visa grâce aux efforts diplomatiques français.

## Vie privée
Il est père d'une fille née en 1995.

## Synthèse des résultats électoraux

### Élections législatives
| Année | Parti | Parti | Circonscription                        | 1er tour | 1er tour | 1er tour | 2d tour | 2d tour | 2d tour | Issue |
| Année | Parti | Parti | Circonscription                        | Voix     | %        | Rang     | Voix    | %       | Rang    | Issue |
| ----- | ----- | ----- | -------------------------------------- | -------- | -------- | -------- | ------- | ------- | ------- | ----- |
| 2012  |       | PS    | 9e des Français établis hors de France | 8 000    | 47,23    | 1er      | 10 851  | 62,39   | 1er     | Élu   |
| 2024  |       | LÉ    | 5e de Paris                            | 32 152   | 54,24    | 1er      |         |         |         | Élu   |